# Georg Friedrich Wreede

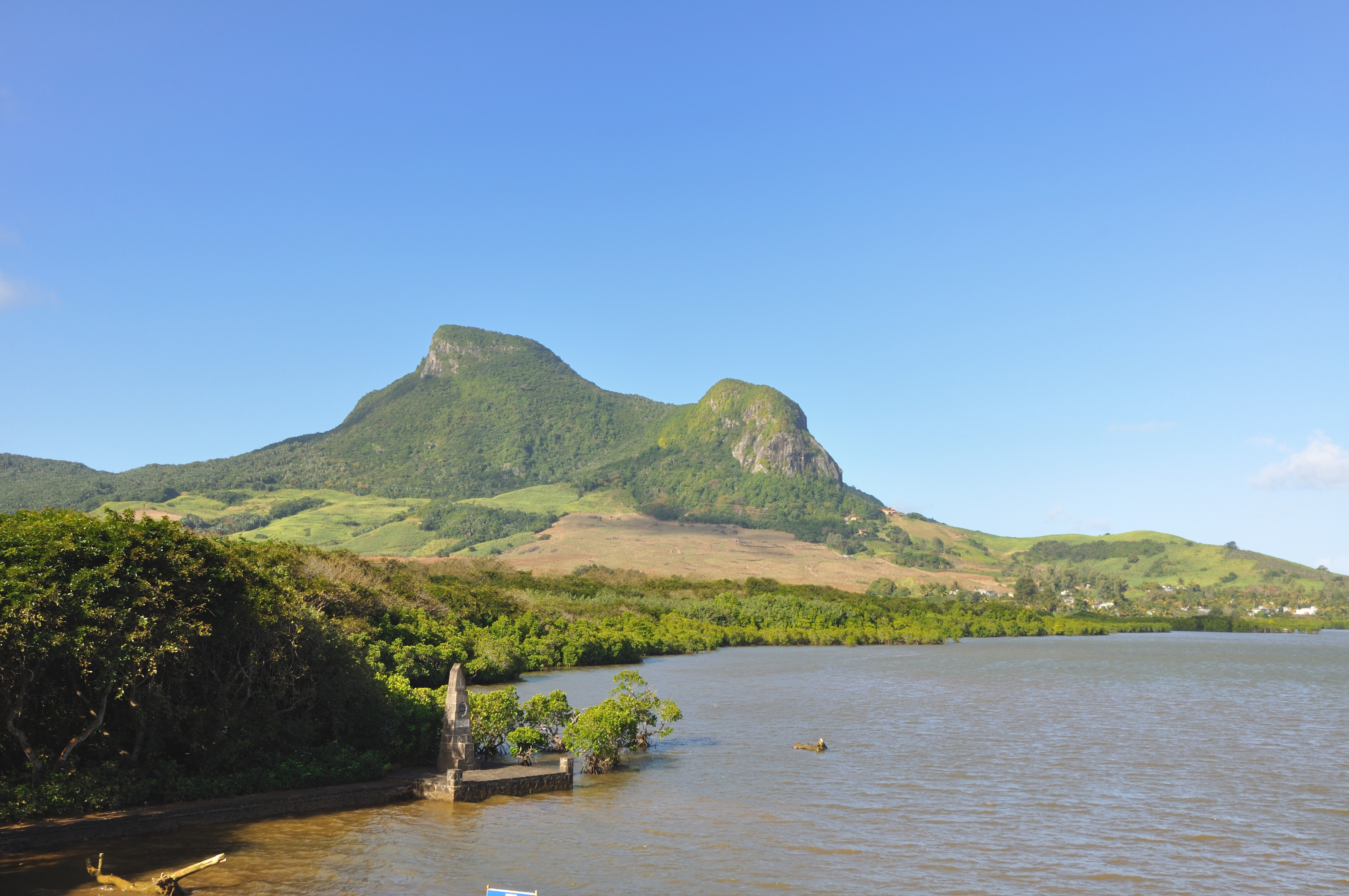
Mauritius

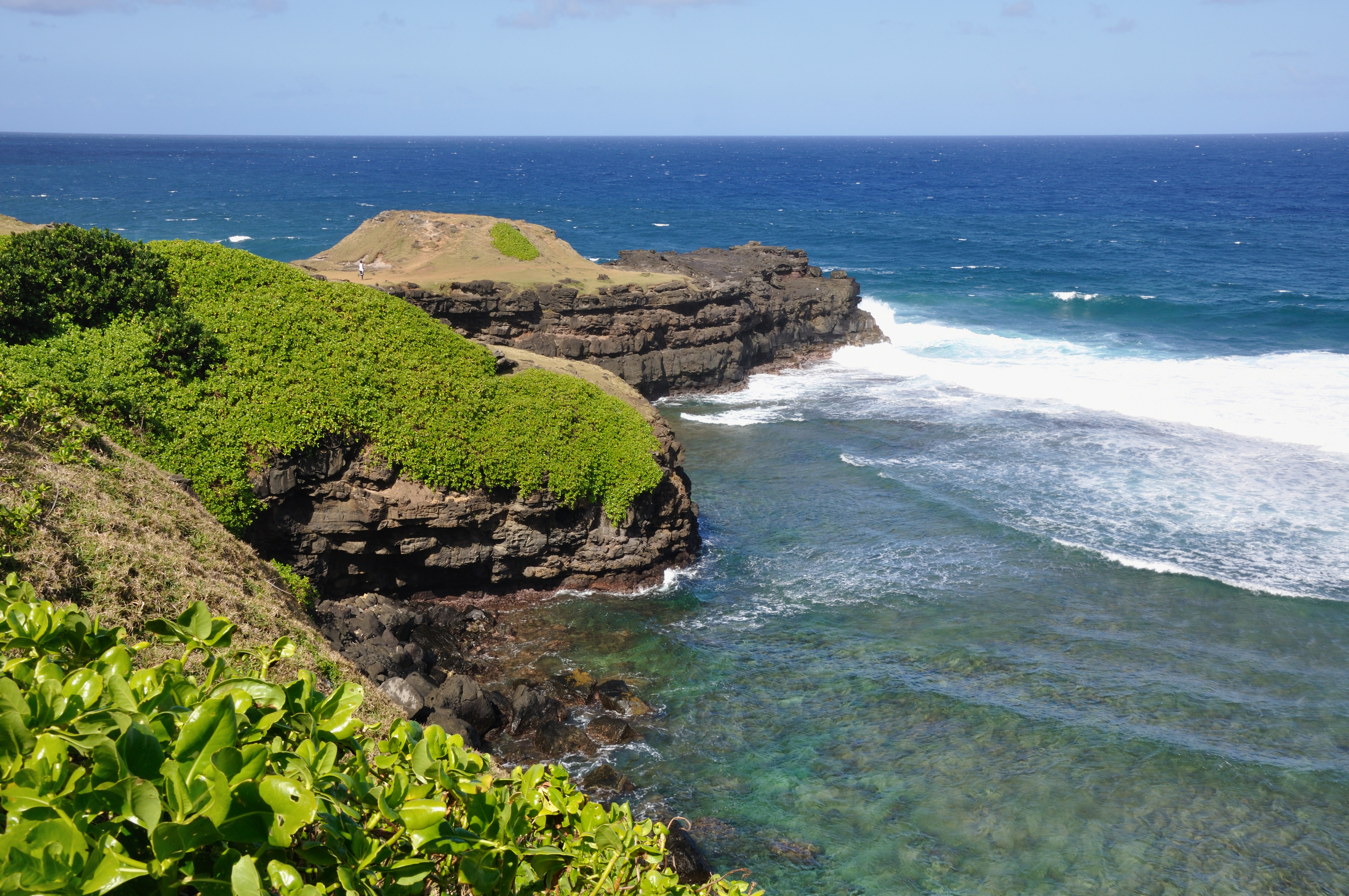
Mauritius, Küstenstreifen

Georg Friedrich Wreede oder latinisiert Georgius Fredericius Wreede (* um 1635 in Uetze; † 29. Februar 1672 im Indischen Ozean bei Mauritius) war Gouverneur der damals niederländischen Insel Mauritius von 1665 bis 1672, mit einer Unterbrechung 1668–1669. Er wurde auch bekannt als Verfasser der ersten schriftlichen Unterlagen über die Khoekhoegowab-Sprachen.

## Leben
Wreede wurde um 1635 in Uetze bei Hannover geboren. 1659 kam er im Dienst der Holländischen Ostindien-Kompanie am Kap der guten Hoffnung an. Er hatte in Helmstedt Philologie studiert und schrieb nun innerhalb von vier Jahren ein Buch, in dem er mit Hilfe des griechischen Alphabets Sätze in Khoekhoegowab – der Sprache des damals „Hottentoten“ genannten Volkes – aufschrieb und jeweils die niederländische Übersetzung hinzufügte. Er schickte das Manuskript nach Amsterdam, doch wurde es nie veröffentlicht und verschwand. Es ging möglicherweise an Hiob Ludolf, einen bekannten Sprachwissenschaftler, der mit Nicolas Witsen in Verbindung stand. Christian Juncker veröffentlichte später eine Biographie Ludolfs, die eine Liste von Khoekhoegowab-Wörtern mit lateinischer Übersetzung enthält.
1660 nahm Wreede an einer Expedition zum Lepelle (damals Olifants River, „Elefantenfluß“) teil.
1665 schickte ihn Zacharias Wagner auf eine Expedition mit dem Ziel herauszufinden, ob die Insel Martin Vaz von Schiffen genutzt werden könne; im Mai desselben Jahres kehrte Wreede mit Landkarten zurück. Das Expeditionsschiff Pimpel fuhr weiter nach Mauritius und Wreede wurde vom Kapitän zum Gouverneur der Insel ernannt. 1668 entzogen ihm seine Leute das Vertrauen; er kehrte nach Kapstadt zurück und Dirk Jansz Smient wurde zu seinem Nachfolger ernannt.
Wreede wurde anschließend nach Saldanha Bay geschickt, wo die Französische Ostindien-Kompanie eine Niederlassung plante, nachdem sie sich aus Madagaskar zurückgezogen hatte. Am 6. Juni 1669 übernahm Georg Wreede die Leitung der Niederlassung. Schon einen Monat später wurde er jedoch erneut versetzt und war im Oktober 1669 zurück auf Mauritius. Er ertrank, als er versuchte, mit einem selbstgebauten Boot die französische Insel Réunion zu erreichen; sein Nachfolger als Gouverneur von Mauritius wurde Hubert Hugo.
1688 veröffentlichte Olfert Dapper in Amsterdam das Buch Naukeurige Beschrijvingen der Afrikaensche gewesten (deutsch: Gewissenhafte Beschreibung der afrikanischen Gebiete), das vermutlich Wreedes Notizen benutzte, seine Quelle aber nicht erwähnte.